# Shin'ichi Nakatomi
Shin'ichi Nakatomi (中冨伸一?, Nakatomi Shin'ichi; Fukuoka, 30 ottobre 1978) è un pilota motociclistico giapponese.

## Carriera
La sua prima affermazione di una certa rilevanza è stata la conquista del titolo nazionale giapponese nella classe 250, avvenuta nel 2000.
Sempre nel 2000 ha esordito anche nel motomondiale, in classe 250 con una Honda, in occasione del GP del Giappone, concludendo al 9º posto, cosa che gli ha consentito di essere classificato al 29º posto finale della stagione. Nello stesso anno aveva preso il via anche al GP del Pacifico senza però terminare il primo giro.
Ha corso lo stesso Gran Premio anche nel 2001 e nel 2002, senza però ottenere punti. Nel 2003 ha partecipato alla 8 Ore di Suzuka in coppia con Wataru Yoshikawa, piazzandosi al secondo posto assoluto e primo di classe. Nel 2006 ha partecipato al campionato mondiale Superbike, terminando al 17º posto; anche nel 2007 ha partecipato allo stesso campionato, classificandosi al 15º posto finale; l'anno successivo, sempre guidando una Yamaha YZF-R1, ha concluso la stagione al 19º posto.
Lasciato il campionato mondiale al termine della stagione 2008, nel 2009 ritorna a correre nel campionato giapponese nella categoria Supersport.

## Risultati in gara

### Motomondiale
| 2000 | Classe | Moto  |  |  |   |  |  |  |  |  |  |  |  |  |  |  |     |  | Punti | Pos. |
| ---- | ------ | ----- |  |  | - |  |  |  |  |  |  |  |  |  |  |  | --- |  | ----- | ---- |
| 2000 | 250    | Honda |  |  | 9 |  |  |  |  |  |  |  |  |  |  |  | Rit |  | 7     | 29º  |

| 2001 | Classe | Moto  |    |  |  |  |  |  |  |  |  |  |  |  |  |  |  |  | Punti | Pos. |
| ---- | ------ | ----- | -- |  |  |  |  |  |  |  |  |  |  |  |  |  |  |  | ----- | ---- |
| 2001 | 250    | Honda | 19 |  |  |  |  |  |  |  |  |  |  |  |  |  |  |  | 0     |      |

| 2002 | Classe | Moto  |     |  |  |  |  |  |  |  |  |  |  |  |  |  |  |  | Punti | Pos. |
| ---- | ------ | ----- | --- |  |  |  |  |  |  |  |  |  |  |  |  |  |  |  | ----- | ---- |
| 2002 | 250    | Honda | Rit |  |  |  |  |  |  |  |  |  |  |  |  |  |  |  | 0     |      |

| Legenda | 1º posto        | 2º posto            | 3º posto            | A punti      | Senza punti        | Grassetto – Pole position Corsivo – Giro più veloce |
| Legenda | Gara non valida | Non qual./Non part. | Ritirato/Non class. | Squalificato | '-' Dato non disp. | Grassetto – Pole position Corsivo – Giro più veloce |

### Campionato mondiale Superbike
| 2006 | Moto   |    |    |     |    |    |    |    |    |    |    |     |    |   |    |    |    |    |     |    |    |    |    |    |     |  |  |  |  | Punti | Pos. |
| ---- | ------ | -- | -- | --- | -- | -- | -- | -- | -- | -- | -- | --- | -- | - | -- | -- | -- | -- | --- | -- | -- | -- | -- | -- | --- |  |  |  |  | ----- | ---- |
| 2006 | Yamaha | 16 | 17 | Rit | 19 | 12 | 12 | 10 | 12 | NP | NP | Rit | 18 | 8 | 13 | 19 | 17 | 13 | Rit | 17 | 15 | 11 | 12 | 10 | Rit |  |  |  |  | 48    | 17º  |

| 2007 | Moto   |    |    |    |    |    |    |     |    |    |    |     |     |    |    |     |    |    |   |    |    |    |    |   |   |    |     |  |  | Punti | Pos. |
| ---- | ------ | -- | -- | -- | -- | -- | -- | --- | -- | -- | -- | --- | --- | -- | -- | --- | -- | -- | - | -- | -- | -- | -- | - | - | -- | --- |  |  | ----- | ---- |
| 2007 | Yamaha | 12 | 17 | 13 | 13 | 17 | 14 | Rit | 16 | 13 | 12 | Inf | Inf | 13 | AN | Rit | 14 | 10 | 9 | 13 | 15 | 11 | 15 | 9 | 9 | 11 | Rit |  |  | 66    | 15º  |

| 2008 | Moto   |    |     |    |    |    |    |    |    |    |    |    |     |    |    |   |    |    |    |    |     |    |    |    |   |    |    |    |    | Punti | Pos. |
| ---- | ------ | -- | --- | -- | -- | -- | -- | -- | -- | -- | -- | -- | --- | -- | -- | - | -- | -- | -- | -- | --- | -- | -- | -- | - | -- | -- | -- | -- | ----- | ---- |
| 2008 | Yamaha | 21 | Rit | 15 | 15 | 11 | 16 | 15 | 15 | 13 | 12 | 16 | Rit | 18 | 18 | 9 | 15 | 12 | 15 | NP | Inf | 13 | 18 | 10 | 8 | 14 | 16 | 13 | 17 | 51    | 19º  |

| Legenda | 1º posto        | 2º posto            | 3º posto           | A punti      | Senza punti        | Grassetto – Pole position Corsivo – Giro più veloce |
| Legenda | Gara non valida | Non qual./Non part. | Ritirato/Non class | Squalificato | '-' Dato non disp. | Grassetto – Pole position Corsivo – Giro più veloce |